# فاصله یکتایی
در رمزنگاری، فاصله یکتایی به حداقل طول مورد نیاز متن رمزنگاری شده گفته می‌شود که می‌توان با آن و با استفاده از حمله جستجوی فراگیر، پیام اصلی را به صورت یکتا رمزگشایی کرد. برای مثال در رمز سزار، متن رمز MPQY می‌تواند به aden یا know رمزگشایی شود و بدون دراختیار داشتن متن رمز طولانی‌تر، امکان انتخاب یکی از این دو به عنوان متن اصلی وجود ندارد.
فاصله یکتایی ارتباط مستقیمی با امنیت سیستم استفاده شده برای رمزگذاری ندارد. برای مثال ممکن است در یک سیستم رمزنگاری قالبی، فاصله یکتایی برابر با دو بلاک باشد، اما همچنان برای پیدا کردن کلید یکتا باید تعداد بسیار زیادی کلید مختلف بررسی شوند که می‌تواند در عمل غیرممکن باشد.